# Beaverville
Beaverville és una població dels Estats Units a l'estat d'Illinois. Segons el cens del 2000 tenia 391 habitants.

## Demografia
Segons el cens del 2000, Beaverville tenia 391 habitants, 151 habitatges, i 104 famílies. La densitat de població era de 580,6 habitants/km².
Dels 151 habitatges en un 29,8% hi vivien nens de menys de 18 anys, en un 51,7% hi vivien parelles casades, en un 10,6% dones solteres, i en un 31,1% no eren unitats familiars. En el 25,2% dels habitatges hi vivien persones soles el 17,9% de les quals corresponia a persones de 65 anys o més que vivien soles. El nombre mitjà de persones vivint en cada habitatge era de 2,59 i el nombre mitjà de persones que vivien en cada família era de 3,05.
Per edats la població es repartia de la següent manera: un 27,6% tenia menys de 18 anys, un 8,2% entre 18 i 24, un 23,5% entre 25 i 44, un 21,5% de 45 a 60 i un 19,2% 65 anys o més.
L'edat mediana era de 38 anys. Per cada 100 dones de 18 o més anys hi havia 87,4 homes.
La renda mediana per habitatge era de 30.833 $ i la renda mediana per família de 34.821 $. Els homes tenien una renda mediana de 31.667 $ mentre que les dones 19.792 $. La renda per capita de la població era de 13.707 $. Aproximadament el 6,3% de les famílies i el 9,7% de la població estaven per davall del llindar de pobresa.

## Poblacions més properes
El següent diagrama mostra les poblacions més properes.